# Artés (kommun)
Artés är en kommun i Spanien.   Den ligger i provinsen Província de Barcelona och regionen Katalonien, i den östra delen av landet, 500 km öster om huvudstaden Madrid. Antalet invånare är 5 566. Arean är 17,9 kvadratkilometer. Artés gränsar till Avinyó, Calders och Sallent. 
Terrängen i Artés är platt söderut, men norrut är den kuperad.